# Queenie Newall
Queenie Newall (n. 17 octombrie 1854, Littleborough⁠(d), Anglia, Regatul Unit al Marii Britanii și Irlandei – d. 24 iunie 1929, Cheltenham, Anglia, Regatul Unit) a fost o arcașă ce a reprezentat Regatul Unit al Marii Britanii și al Irlandei de Nord, medaliată olimpică. A participat la o ediție a Jocurilor Olimpice (1908) în care a câștigat o medalie de aur.

## Participări
Lista de mai jos prezintă principalele competiții la care a participat Queenie Newall de-a lungul carierei.
- archery at the 1908 Summer Olympics – women's double National round[*]